# 梶谷信之
梶谷信之（日语：／ Kajitani Nobuyuki，1955年5月3日—），日本男子竞技体操运动员。他曾获得1984年夏季奥运会体操比赛男子团体全能铜牌。他也参加了1978年和1982年亚洲运动会。